# Euryptera unilineatocollis
Euryptera unilineatocollis is een keversoort uit de familie van de boktorren (Cerambycidae). De wetenschappelijke naam van de soort werd voor het eerst geldig gepubliceerd in 1956 door Fuchs.